# Lantadilla (kommunhuvudort)
Lantadilla är en kommunhuvudort i Spanien.   Den ligger i provinsen Provincia de Palencia och regionen Kastilien och Leon, i den norra delen av landet, 220 km norr om huvudstaden Madrid. Lantadilla ligger 789 meter över havet och antalet invånare är 442.
Terrängen runt Lantadilla är platt. Runt Lantadilla är det glesbefolkat, med 9 invånare per kvadratkilometer. Närmaste större samhälle är Melgar de Fernamental, 7,6 km norr om Lantadilla. Trakten runt Lantadilla består till största delen av jordbruksmark.